# Völpke
Völpke ist eine Gemeinde im Westen des Landkreises Börde in Sachsen-Anhalt (Deutschland). Sie gehört der Verbandsgemeinde Obere Aller an, die ihren Sitz in der Gemeinde Eilsleben hat.

## Geografie
Die Gemeinde Völpke liegt im Bereich der südlichen Ausläufer des Höhenzuges Lappwald, unweit der Landesgrenze zu Niedersachsen. Sie befindet sich neun Kilometer östlich von Helmstedt und 13 Kilometer südöstlich von Schöningen. Die nähere Umgebung zwischen Aller, Lappwald und Elm ist hügelig und weist Höhen bis 200 m ü. NN auf („Wendorfer Berg“ 199 m, „Hochberg“ 200 m ü. NN).
Umgeben wird Völpke von den Nachbargemeinden Sommersdorf im Norden, Ummendorf im Nordosten, Eilsleben im Osten, Ausleben im Südosten, Hötensleben im Süden sowie Helmstedt im Westen.

### Gemeindegliederung
Zu Völpke gehört der einen Kilometer nordöstlich gelegene Ortsteil Badeleben.

## Geschichte
Völpke hatte eine lange Bergbautradition. Unter dem landwirtschaftlich ausgezeichneten Bördeboden liegen zum Teil beträchtliche Braunkohlevorkommen. Seit Beginn des 19. Jahrhunderts wurde im Helmstedter Revier unter Tage Braunkohle geschürft, die industrielle Förderung begann nach 1847. 1872 wurde ein Eisenbahnanschluss nach Eilsleben in Betrieb genommen, der es ermöglichte, die Kohle abzutransportieren. Mit dem industriellen Aufschwung stieg die Bevölkerungsanzahl im Gebiet Völpke/Harbke rapide an. 1898 wurde die Brikettfabrik gegründet, wenig später wurde die Wachsfabrik errichtet.
Am 1. Juli 1950 wurde die bis dahin eigenständige Gemeinde Badeleben eingegliedert.
Die Braunkohleindustrie im Revier erlosch nach der Wiedervereinigung Deutschlands: der Tagebau „Wulfersdorf“ wurde 1989 geschlossen, 1991 schloss auch das Kraftwerk im benachbarten Harbke. Schließlich wurde 1992 auch die Produktion der Völpker Brikettfabrik eingestellt. Der massive Arbeitsplatzabbau stellte die Gemeinde vor große Probleme. Neben einigen Gewerbeansiedlungen auf neuen Gewerbe- und Industriegebieten blieb die traditionsreiche „Völpker Montanwachs GmbH“ (heute: Völpker Spezialprodukte GmbH → Umfirmierung 2008) erhalten, die heute etwa 100 Arbeitnehmer beschäftigt.
1995 erwarb die Gemeinde Völpke den bereits 1570 erwähnten „Nessauischen Hof“ – den letzten in Völpke erhaltenen Vierseitenhof – und baute ihn zu einem Handwerkerhof um.
Kurzzeitig überregional bekannt wurde Völpke durch das DFB-Pokal-Spiel des TSV Völpke gegen den FC Bayern München im Jahr 2004, das die Völpker mit 0:6 verloren. Spielort war damals das Stadion in Dessau.

### Einwohnerentwicklung
| Jahr       | Einwohner |
| ---------- | --------- |
| 31.12.2003 | 1642      |
| 31.12.2004 | 1609      |
| 31.12.2005 | 1638      |
| 31.12.2006 | 1577      |
| 31.12.2007 | 1566      |
| 31.12.2015 | 1329      |

(Quellen: Statistisches Landesamt Sachsen-Anhalt)

## Politik

### Bürgermeister
Am 10. November 2019 wurde Kai Bögelsack zum Bürgermeister der Gemeinde gewählt.

### Wappen
Das Wappen wurde am 15. Oktober 1993 durch das Regierungspräsidium Magdeburg genehmigt.
Blasonierung: „Von Rot über Grün durch einen schrägrechten silbernen Wellenbalken geteilt, oben ein silbernes Bergeisen und unten ein silberner Schwan.“
Das Wappen wurde von der Heraldischen Gesellschaft „Schwarzer Löwe“ Leipzig gestaltet.
Die Flagge ist weiß – grün gestreift und mittig mit dem Wappen der Gemeinde belegt.

## Verkehrsanbindung
Die Bundesstraße 245 (Haldensleben–Halberstadt) führt durch Völpke, es bestehen weitere Straßenverbindungen in die umliegenden Städte Helmstedt und Schöningen. Der Autobahn-Anschluss Alleringersleben (A 2) ist ca. 10 km von der Gemeinde entfernt. Die nächsten Bahnhöfe befinden sich in Eilsleben, Marienborn und Helmstedt (Bahnstrecke Magdeburg–Braunschweig). Früher war Völpke über die Bahnstrecke Harbke–Völpke und Bahnstrecke Eilsleben–Schöningen erreichbar.

## Bauwerke

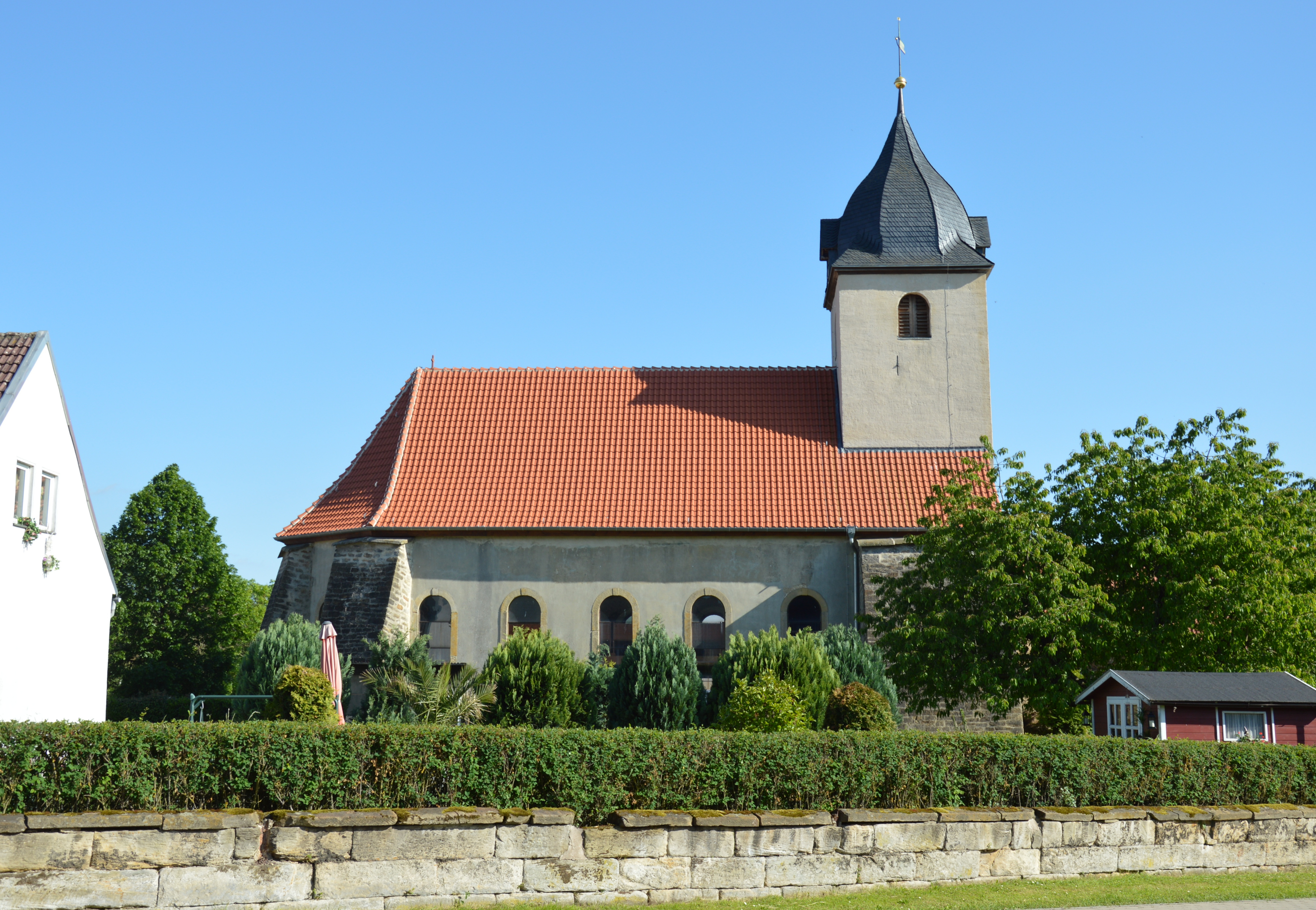
Evangelische St.-Margarethen-Kirche

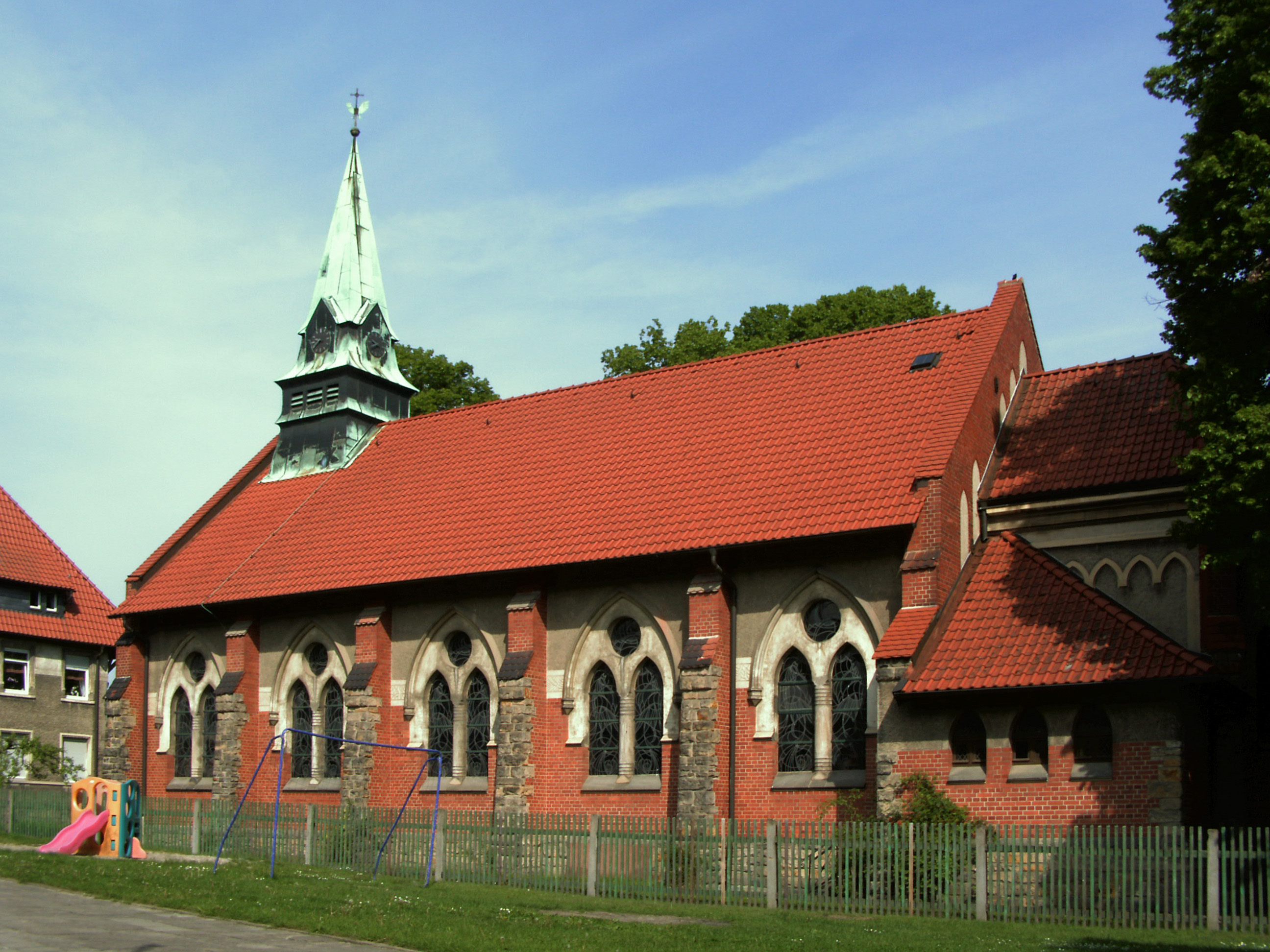
Katholische Herz-Jesu-Kirche

Die evangelisch-lutherische Kirche St. Margarethen ist benannt nach Margareta von Antiochia. Sie wurde von 1786 bis 1788 erbaut, nachdem ihre baufällig gewordene Vorgängerkirche 1785 abgerissen worden war. Ihre Kirchengemeinde gehört zum Kirchspiel Hötensleben im Kirchenkreis Egeln.
Die katholische Herz-Jesu-Kirche befindet sich an der Rudolf-Breitscheid-Straße, sie wurde 1905 im Baustil der Neogotik erbaut. Heute gehört die Kirche zur Pfarrei St. Marien mit Sitz in Oschersleben.
Die Kulturdenkmale in der Gemeinde sind im örtlichen Denkmalverzeichnis eingetragen.

## Persönlichkeiten
- Johanna Boy (* 1851-nach 1889), Schriftstellerin
- Robert Franke (1886–1948), Publizist und Messeveranstalter in Danzig
- Günther Hecht (1902–1945), Zoologe und Herpetologe

## Belege
1. ↑  Statistisches Landesamt Sachsen-Anhalt, Bevölkerung der Gemeinden – Stand: 31. Dezember 2023 (Fortschreibung auf Basis des Zensus 2022) (Hilfe dazu).
2. ↑  Landeswahlleiter: Bürgermeisterwahl am 24.02.2013 in der Gemeinde Völpke. Statistisches Landesamt Sachsen-Anhalt, 14. März 2013, abgerufen am 21. Mai 2013.
3. ↑  Internetpräsenz der evangelischen Kirchengemeinde, Abruf am 2. Juni 2025